# STARTTLS
STARTTLS es una extensión a los protocolos de comunicación de texto plano, que ofrece una forma de mejorar desde una conexión de texto plano a una conexión cifrada (TLS o SSL) en lugar de utilizar un puerto diferente para la comunicación cifrada.
STARTTLS para IMAP y POP3 está definido en el RFC 2595, para SMTP en RFC 3207, para FTP en el RFC 4217, para XMPP en el RFC 6120, para LDAP en el RFC 2830, y para NNTP en el RFC 4642.

## Estratificación
TLS es neutral a las aplicaciones, en palabras de RFC 5246.
Una ventaja de TLS es que es independiente del protocolo de aplicación. Protocolos de nivel superior pueden usarse sobre el protocolo TLS transparente. El estándar TLS, sin embargo, no especifica cómo los protocolos añaden seguridad con TLS, las decisiones sobre la forma de iniciar el handshaking TLS y la forma de interpretar los certificados de autenticación que se intercambian se deja a criterio de los diseñadores e implementadores de protocolos que se ejecutan sobre TLS.
El estilo utilizado para especificar cómo utilizar TLS coincide con la distinción de la misma capa que está convenientemente soportada por varias implementaciones de biblioteca de TLS. Por ejemplo, la extensión SMTP RFC 3207 ilustra con el siguiente diálogo como un cliente y el servidor pueden iniciar una sesión segura:
```
  S: 
<
waits for connection on TCP port 25
>

  C: 
<
opens connection
>

  S: 220 mail.example.org 
ESMTP
 service ready
  C: EHLO client.example.org
  S: 250-mail.example.org offers a warm hug of welcome
  S: 250 STARTTLS
  C: STARTTLS
  S: 220 Go ahead
  C: 
<
starts TLS negotiation
>

  C & S: 
<
negotiate a TLS session
>

  C & S: 
<
check result of negotiation
>

  C: EHLO client.example.org
[
3
]

  . . .
```

## Puertos SSL
Antes de que STARTTLS estuviera bien establecida, varios puertos TCP se definieron para protocolos bien conocidos que establecían primero la seguridad SSL, y luego presentaban un flujo de comunicación idéntico al anterior protocolo sin cifrar. Estos ya no se recomiendan, ya que STARTTLS hace un uso más eficiente de los escasos números de puerto y permite una configuración más sencilla del dispositivo.[cita requerida] Algunos ejemplos son:
| Protocolo | Propósito                     | Puerto Normal | variante SSL | puerto SSL |
| --------- | ----------------------------- | ------------- | ------------ | ---------- |
| HTTP      | Servidor web                  | 80            | HTTPS        | 443        |
| SMTP      | Envío de correo electrónico   | 25            | SMTPS        | 465        |
| IMAP      | Lectura de correo electrónico | 143           | IMAPS        | 993        |